# Port d'Hamburg
El Port d'Hamburg és un port fluvial i marítim a l'estat d'Hamburg a Alemanya. És el primer port alemany i el tercer europeu, després dels de Rotterdam i d'Anvers.
Tot i que el port està sotmès a la marea, la seva localització és naturalment avantatjada i crea un lloc adequat per a un complex portuari amb dipòsits i instal·lacions per transbordaments. Així mateix, el règim de port lliure també és molt favorable per utilitzar aquesta via d'entrada i sortida de mercaderies.
Cobreix 7236 hectàrees, i és un dels primers ports al món pel volum de maneig de contenidors. La seva història és gairebé tan llarga com la de la ciutat d'Hamburg, ja que va ser fundat l'any 1189 i al llarg de la història ha estat un port fonamental a Europa. Està connectat per línies regulars amb 900 ports a més de 170 països. L'any 2008 van transbordar-s'hi 140,4 milions de tones de mercaderies, de les quals 68% en contenidors.
El port pateix de la seva situació geogràfica terra endins i de la seva dependència de la marea. Des de la fi dels anys 1950 hi va haver projectes de crear un avantport nou d'alta mar. Per això, Hamburg va concloure amb la Baixa Saxònia el 1961 el Pacte de Cuxhaven per tal de recuperar l'illa de Neuwerk i transformar-la en avantport. Per raons de costs i de protecció del medi ambient força vulnerable del Mar de Wadden aquest projecte es va abondonar. La ciutat d'Hamburg, va optar per a l'apregonament de l'Elba. Una opció costosa que topa amb molta resistència dels moviments de protecció de la natura i que tarda a realitzar-se. El port d'Hamburg va refusar de participar en el projecte del Jade-Weser-Port a la badia del Jade, iniciat per Bremen i la Baixa Saxònia.
El port franc amb 125 anys d'història, va ser suprimit al primer de gener de 2013.

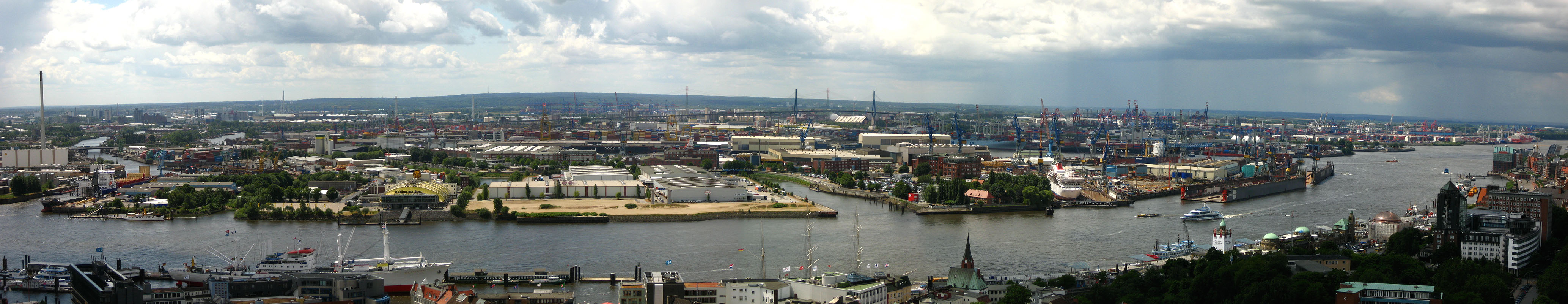
Vista panoràmica del Port d'Hamburg l'any 2008.

## Evolució del tràfic
| Any   | Tràfic total milions de t | Mercaderies de detall milions de t | Contenidors milions de t | Contenidors milions de TEU | Proporció de contenidors | Tansbordament de productes a granel milions de t |
| ----- | ------------------------- | ---------------------------------- | ------------------------ | -------------------------- | ------------------------ | ------------------------------------------------ |
| 1888  | 6,3                       |                                    |                          |                            |                          |                                                  |
| 1913  | 25,5                      |                                    |                          |                            |                          |                                                  |
| 1933  | 19,6                      |                                    |                          |                            |                          |                                                  |
| 1967  | 35,4                      | 11,5                               |                          |                            | 0,86%                    | 23,9                                             |
| 1977  | 51,5                      |                                    |                          |                            | 26,0%                    | 44,9                                             |
| 1980  | 63,1                      | 18,1                               | 6,9                      | 0,800                      | 38,1%                    | 44,9                                             |
| 1990  | 61,4                      | 28,6                               | 20,3                     | 1,969                      | 68,6%                    | 32,8                                             |
| 2000  | 85,1                      | 48,7                               | 45,3                     | 4,240                      | 93,1%                    | 36,4                                             |
| 2001  | 92,4                      |                                    |                          | 4,690                      |                          |                                                  |
| 2002  | 97,6                      |                                    |                          | 6,100                      |                          |                                                  |
| 2003  | 106,3                     | 66,9                               | 64,3                     | 6,138                      | 96,1%                    | 39,4                                             |
| 2004  | 114,5                     | 76,7                               | 74,0                     | 7,003                      | 96,5%                    | 37,8                                             |
| 2005  | 125,7                     | 85,8                               | 83,0                     | 8,100                      | 96,8%                    | 40,0                                             |
| 2006  | 134,9                     | 92,1                               | 89,5                     | 8,862                      | 97,2%                    | 42,7                                             |
| 2007  | 140,4                     | 98,7                               | 95,8                     | 9,890                      | 97,1%                    | 41,7                                             |
| 2008  | 140,4                     | 97,9                               | 95,1                     | 9,737                      | 97,1%                    | 42,5                                             |
| 2009* | 110,4 (–21,4%)            | 73,6 (–24,8%)                      | 71,2 (–25,1%)            | 7,008 (–28,0%)             | 96,7%                    | 36,8 (–13,4%)                                    |
| 2010* | 121,1 (+10,0%)            | 80,9 (+9,9%)                       | 78,4                     | 7,896 (+12,7%)             | 96,8%                    | 40,3                                             |
| 2011* | 132,2 (+9,1%)             | 92,6 (14,4%)                       | 90,1 (15%)               | 9,141 (+15,8%)             |                          | 39,6 (−1,6%)                                     |

## Galeria d'imatges

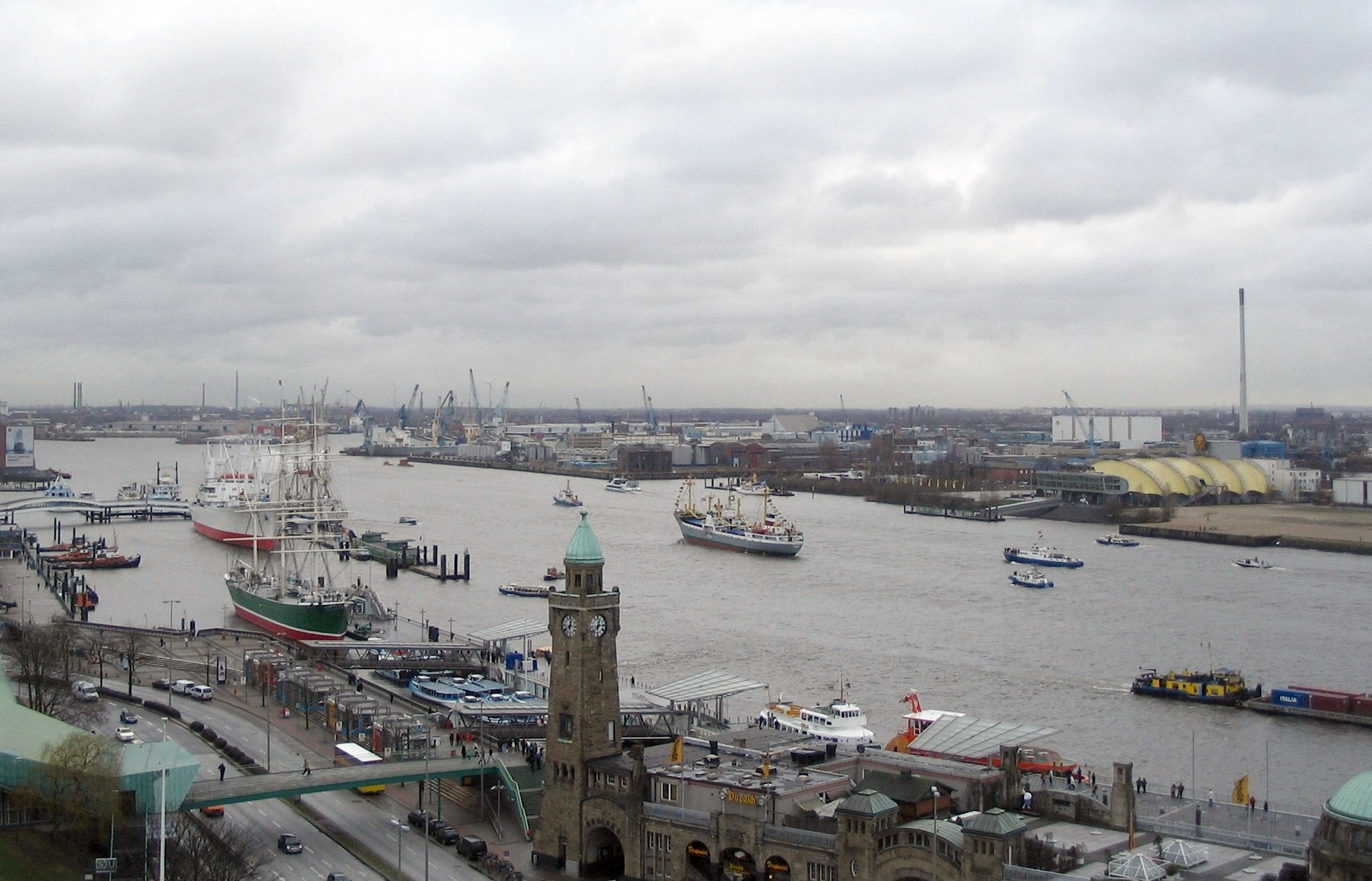
Vista des de l'embarcador de Sankt Pauli i el port del Kleiner Grasbrook
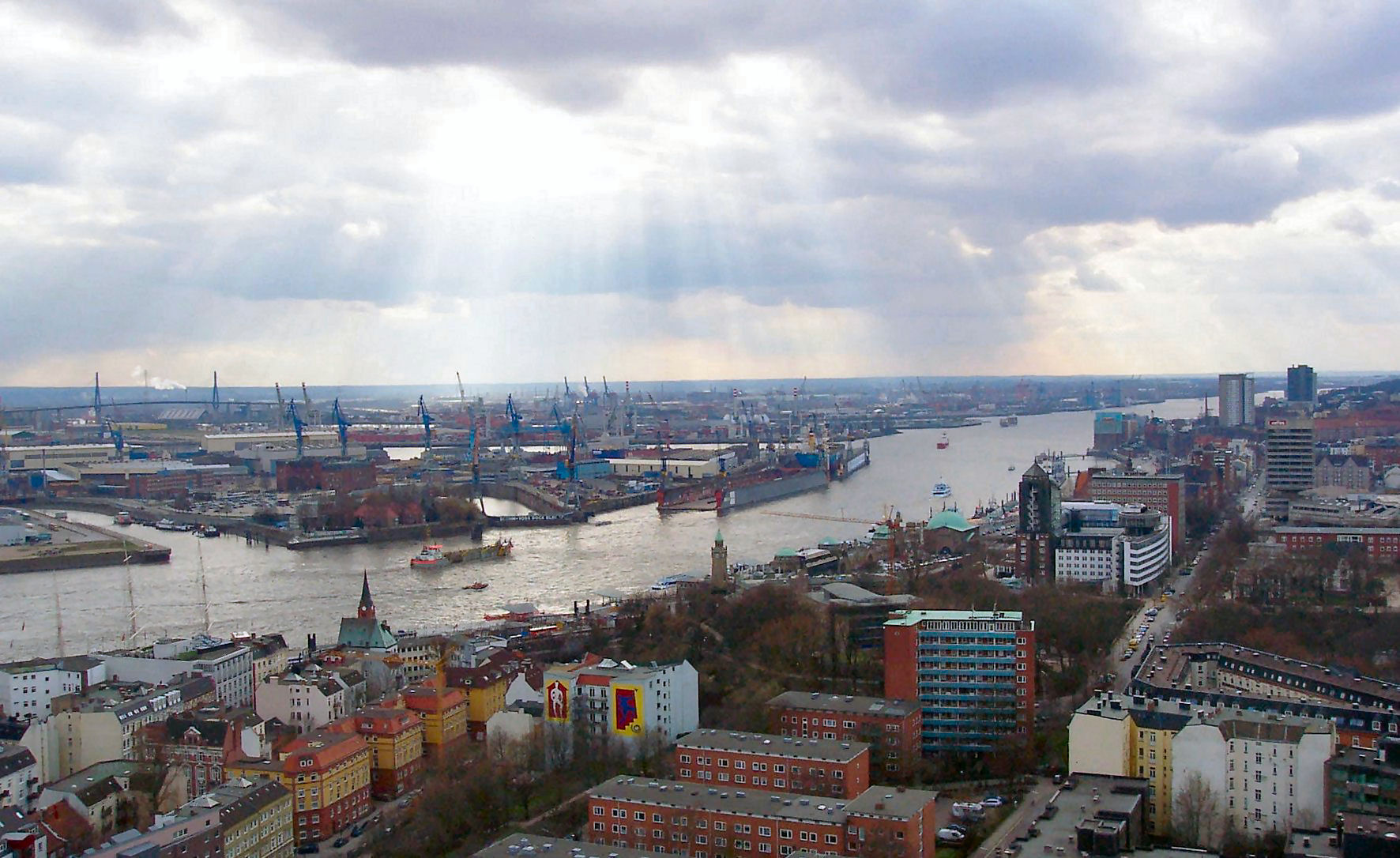
El port vist des d'en Miquel en direcció de l'illa de Steinwerder
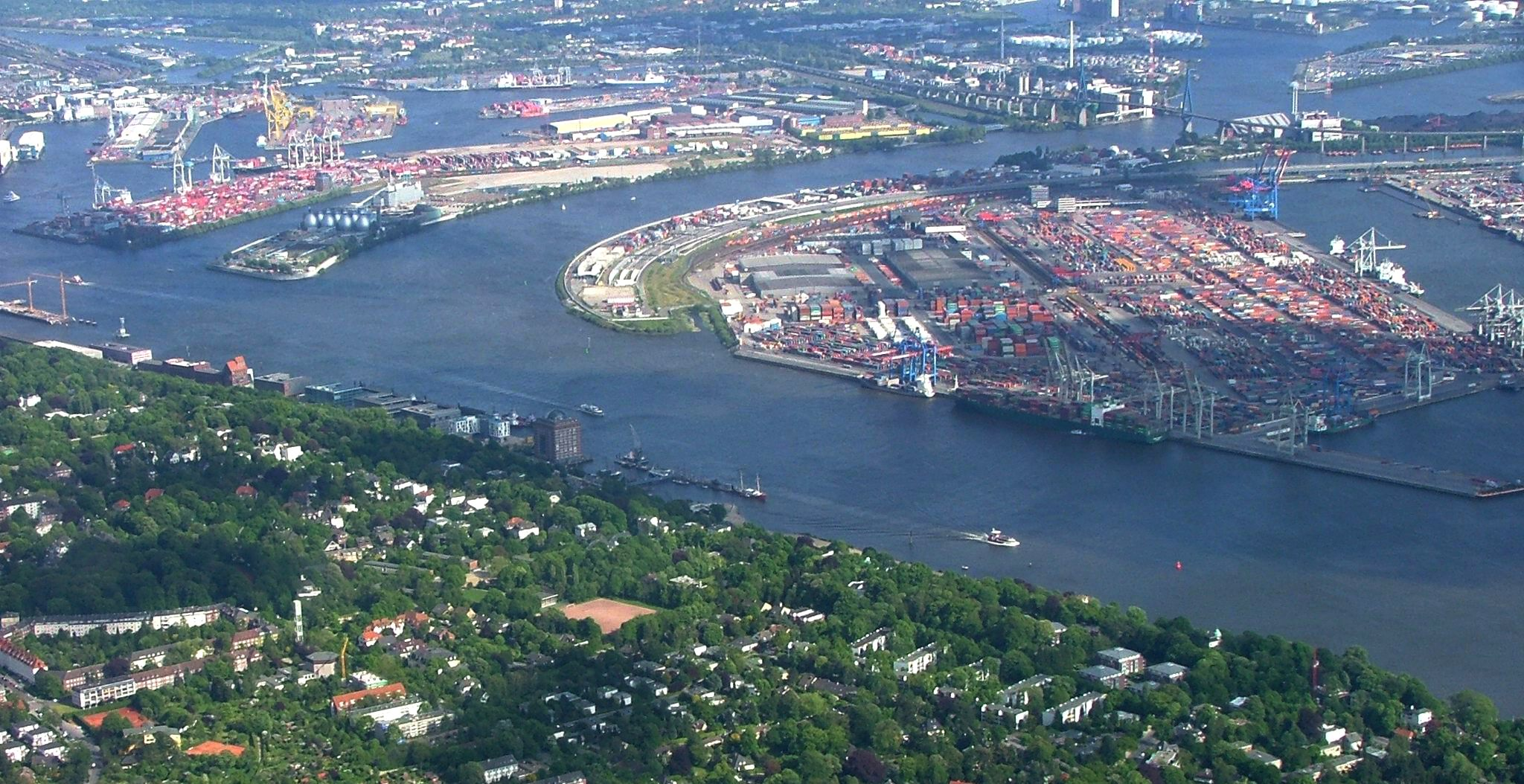
Vista aèria del port occidental amb el Köhlbrand i el Waltershof
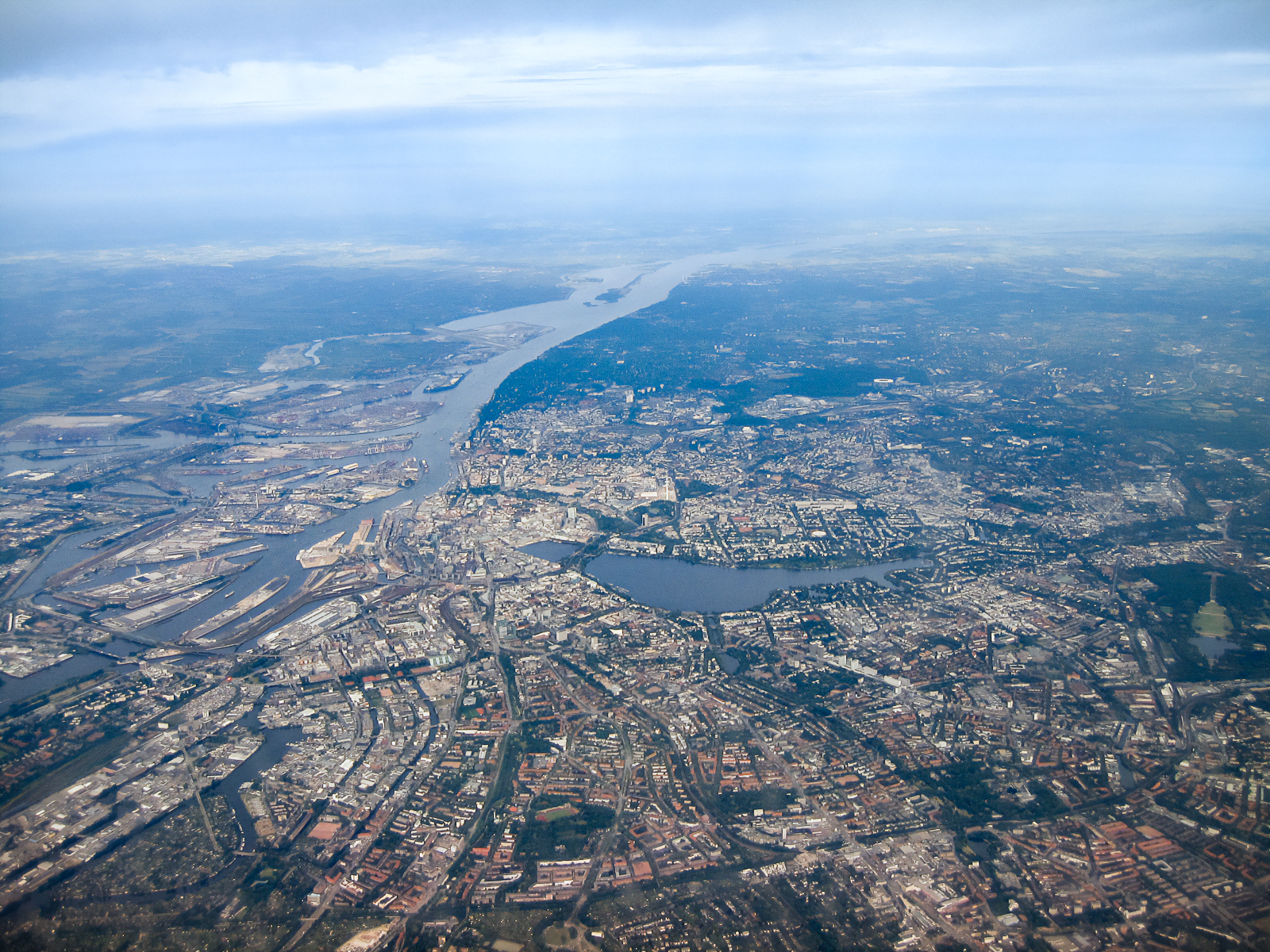
Vista aèria del port des del nord-est

## Ports
- Port de Teufelsbrück
- Port d'Harburg